# 赤水鼠耳芥
赤水鼠耳芥（学名：Arabidopsis pumila var. alpina）是十字花科鼠耳芥属小鼠耳芥的变种。分布于中国大陆的新疆等地，目前尚未由人工引种栽培。